# Mikułowice (powiat buski)
Mikułowice – wieś w Polsce, położona w województwie świętokrzyskim, w powiecie buskim, w gminie Busko-Zdrój.
| SIMC    | Nazwa             | Rodzaj    |
| ------- | ----------------- | --------- |
| 0232242 | Kolonia Wschodnia | część wsi |
| 0232259 | Kolonia Zachodnia | część wsi |
| 0232265 | Pod Górami        | część wsi |
| 0232271 | Pod Lasem         | część wsi |

W latach 1975–1998 miejscowość należała administracyjnie do województwa kieleckiego.
Przez wieś przechodzi  zielony szlak turystyczny z Wiślicy do Grochowisk.